# Glucose-6-phosphat dehydrogenase
Glucose-6-phosphate dehydrogenase (G6PD hay G6PDH) là enzyme nội bào xúc tác cho các phản ứng hóa học.
D-glucose 6-phosphate + NADP+ {\displaystyle \rightleftharpoons } 6-phospho-D-glucono-1,5-lactone + NADPH + H+
Enzyme này là chất xúc tác cho con đường pentose phosphate, con đường chuyển hóa đóng vai trò giảm bớt năng lượng cung cấp cho tế bào (chẳng hạn như erythrocytes) bằng cách duy trì nồng độ của co-enzyme nicotinamide adenine dinucleotide phosphate (NADPH). NADPH đóng vai trò duy trì nồng độ của glutathione trong các tế bào này, giúp bảo vệ hồng cầu khỏi sự phá hủy của các tác nhân oxy hóa. Một vai trò quan trọng hơn của NADPH là thúc đẩy các cơ quan tham gia vào quá trình sinh tổng hợp các axit béo và/hoặc isoprenoids, chẳng hạn như gan, các tuyến vú, mô mỡ, và tuyến thượng thận. G6PD giáng nicotinamide adenine dinucleotide phosphate (NADP) xuống NADPH, đồng thời oxy hóa glucose-6-phosphate.
Đáng lưu ý là nhiều người mắc bệnh thiếu hụt G6PD di truyền, dẫn tới bị thiếu máu tán huyết không miễn dịch.

## Phân bố trong các loài
G6PD được phân bố rộng rãi trong nhiều loài vi khuẩn và ở cả con người. Trong các loài thực vật bậc cao, vài dạng dưới nhóm của G6PDH đã được tìm thấy trong cytosol, the plastidic stroma, và peroxisomes.

## Nguyên lý
G6PD được kích hoạt bởi thành phần Glucose 6 Phosphate của chính nó. Tỷ lệ NADPH/NADP+ bình thường trong cytosol của các mô tham gia quá trình sinh tổng hợp là khoảng 100/1. Việc tăng sử dụng NADPH cho quá trình sinh tổng hợp axit béo sẽ dẫn tới sự tăng đột ngột nồng độ NADP+, vì vậy kích thích G6PD sản xuất NADPH.
G6PD chuyển hóa glucose-6-phosphate thành 6-phosphoglucono-δ-lactone và là enzyme giới hạn tốc độ của con đường pentose phosphate.
G6PD là một trong những glycolytic enzymes được hoạt hóa bởi yếu tố sao chép Hypoxia-inducible factor 1 (HIF1).

## Ý nghĩa lâm sàng
G6PD rất đa dạng gen. Nhiều biến thể của G6PD, hầu hết được sinh ra từ đột biến mất đoạn, được đánh giá là rất khác nhau về hoạt tính enzyme và có liên quan tới các triệu chứng lâm sàng. Hai biến thể bản sao mã hóa các  dạng dưới nhóm khác nhau đã được tìm thấy ở gen này.
Thiếu hụt G6PD rất phổ biến trên thế giới, bệnh này gây nên tình trạng thiếu máu tán huyết cấp tính khi cơ thể mắc các nhiễm trùng đơn giản, khi ăn các loại đậu tằm, hoặc có phản ứng với một số loại thuốc, kháng sinh, thuốc hạ sốt, và các thuốc chữa sốt rét.
G6PD ảnh hưởng tới sự nhân lên và phát triển của tế bào. Các chất ức chế G6PD đang được nghiên cứu để ứng dụng vào điều trị ung thư và các bệnh khác. DHEA là một chất ức chế G6PD.